# Utufua
Utufua ist ein Dorf im Distrikt Muʻa im Königreich Uvea, welches als Teil des französischen Überseegebiets Wallis und Futuna zu Frankreich gehört.

## Lage
Utufua liegt an der dichter besiedelten Südküste des Distrikts Muʻa im Süden der Insel Uvea, die zu den Wallis-Inseln gehört. Im Westen befindet sich die Distrikthauptstadt Mala'efo'ou. Nordöstlich von Utufua liegt Gahi. Südöstlich des Dorfes findet man die Chapelle de St. Jean Marie Vianney auf einer Anhöhe, die den südöstlichsten Punkt der Insel bildet. An diesem südöstlichsten Punkt befindet sich der Strand Kulu'ui.